# Ode to Billie Joe
Ode to Billie Joe è un singolo della cantautrice statunitense Bobbie Gentry, pubblicato nel 1967.

## Tracce
- 7"

1. Ode to Billie Joe
2. Mississippi Delta

## Premi e riconoscimenti
Nell'ambito dei Grammy Awards 1968 il brano è stato premiato nelle categorie "Best Vocal Performance, Female", "Best Contemporary Female Solo Vocal Performance" e "Best Instrumental Arrangement Accompanying Vocalist(s)/Best Background Arrangement".
Il brano è inoltre inserito nella lista dei 500 migliori brani musicali secondo Rolling Stone.

## Film
Dalla canzone è stato tratto il film Ode a Billy Joe, sceneggiato da Herman Raucher e diretto da Max Baer Jr.. Il film è uscito nel 1976 ed è interpretato da Robby Benson e Glynnis O'Connor.

## Cover e parodie
Tra gli artisti che hanno inciso o interpretato una cover del brano vi sono Nancy Wilson, Lou Donaldson e Tammy Wynette.
La canzone Clothes Line Saga di Bob Dylan invece, inserita nell'album The Basement Tapes (1975), ne è una parodia.